# Brahima Ouattara
Brahima Ouattara, né le 23 novembre 2002 à Koko en Côte d'Ivoire, est un footballeur ivoirien qui évolue au poste de milieu offensif au United FC.

## Biographie

### En club
Né à Koko en Côte d'Ivoire, Brahima Ouattara est formé par le RC Abidjan, qu'il rejoint en 2010. Il signe en faveur de l'OGC Nice en janvier 2021.
Ouattara est directement prêté en février 2021 jusqu'à la fin de la saison au FC Lausanne-Sport,. Il joue son premier match dès le 7 février 2021, lors d'une rencontre de championnat face au Young Boys de Berne. Il entre en jeu à la place de Pedro Brazão et se fait remarquer en inscrivant également son premier but, mais son équipe s'incline tout de même par quatre buts à deux.
Le 17 juin 2021, Ouattara voit son prêt prolongé au Lausanne-Sport.
Lors de l'été 2023, Brahima Ouattara s'engage en faveur du club letton du FK Auda.

### En sélection
Brahima Ouattara représente l'équipe de Côte d'Ivoire des moins de 20 ans en 2020, inscrivant deux buts en quatre matchs.